# 아서 탈라소

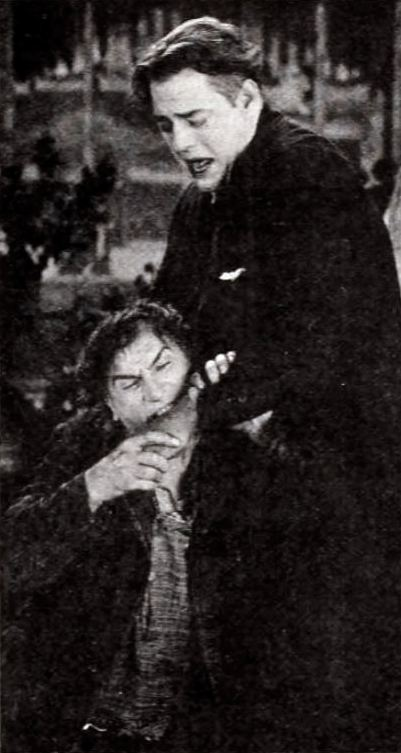

아서 탈라소(Arthur Thalasso, 1883년 11월 26일 ~ 1954년 2월 13일)는 미국의 배우이다.
신시내티에서 태어났으며 로스앤젤레스에서 사망하였다.

## 영화
- 스미스씨 워싱톤 가다 (1939년)
- 케인 앤 마블 (1936년)
- 비바 빌라! (1934년)
- 강자 (1926년)
- 소공자 (1921년)